# Arthur Kohlenberg
Arthur Kohlenberg (* 23. April 1924; † 19. Juli 1970) war ein US-amerikanischer Physiker und Informationstheoretiker.

## Leben
Arthur Kohlenberg erhielt seinen Bachelor of Arts an der Columbia University in Physik bereits im Alter von 19 Jahren. Danach ging er drei Jahre zur Armee, wo er einen Offiziersrang bekleidete. Anschließend setzte er sein Studium an der Harvard University fort  und promovierte im Jahr 1950. Er lehrte anschließend zwei Jahre lang Quantenmechanik an der Boston University und forschte auf dem Gebiet der optischen Signalverarbeitung. Danach wechselte er zum Lincoln Laboratory des Massachusetts Institute of Technology (MIT). Dort leistete der Beiträge zum Abtasttheorem für Bandpasssignale und dem Nulldurchgangsproblem, die noch heute häufig zitiert werden.
1962 war er Mitgründer der Firma „Codex Corporation“ (Newton, Massachusetts), ein Hersteller von Modems. Dabei kam eine QAM-Modulation zum Einsatz. Kohlenberg brachte auch die Vorwärtsfehlerkorrektur zu breitem Einsatz.
Von September 1960 bis April 1964 war er Redakteur der Fachzeitschrift IEEE Transactions on Information Theory.
Er verstarb 1970 an einem Hodgkin-Lymphom.

## Publikationen
- Exact interpolation of band-limited functions. 1953 (englisch).